# Ghara
Ghara és el nom donat ocasionalment al riu format per la unió del riu Bias (Beas) i el Sutlej entre la seva confluència a Endrisa fins que s'uneix al Chenab, al Panjab. Generalment no obstant se l'anomena Sutlej. Després de la unió al Chenab el riu unit és anomenat Panjnad. El curs del Ghara és de 480 km.